# Hoo (Suffolk)
Hoo – wieś i civil parish w Anglii, w hrabstwie Suffolk, w dystrykcie East Suffolk. Miejscowość liczy 86 mieszkańców.